# Димен
Димен (нидерл. Diemen) — город и община в нидерландской провинции Северная Голландия. Расположена к востоку от Амстердама. Площадь общины — 14,03 км², из них 12,02 км² составляет суша. Население по данным на 1 января 2007 года - 24 630 человека. Средняя плотность населения — 1755,5 чел/км².
В зависимости от особенностей застройки территории делится на 3 части: северную (Diemen Noord), центральную (Diemen Centrum) и южную (Diemen Zuid). На юге и востоке общины имеются зелёные зоны. В южной части города находится отделение высшей школы Инхолланд и станция амстердамского метрополитена.